# Euronymous
Pour les articles homonymes, voir Aarseth.
Øystein Aarseth, né le 22 mars 1968 à Surnadal et mort assassiné le 10 août 1993 à Oslo, est un musicien norvégien d'origine sami, connu sous le nom de scène Euronymous.
Il fut le leader du groupe Mayhem, gérant du label de musique indépendant Deathlike Silence Productions et du magasin de disques Helvete (enfer en norvégien).

## Biographie
Øystein Aarseth fut le fondateur du groupe norvégien Mayhem, nom issu d'un titre de Venom intitulé Mayhem with Mercy. Ayant déjà participé à d'autres formations comme le groupe de metal Checker Patrol ou le groupe de punk rock Flowers in the Dustbin, il faudra attendre la création de Mayhem en 1984 pour qu'il acquière une certaine reconnaissance, laissant par la suite une empreinte indélébile dans l'histoire du metal. Choisissant premièrement le pseudonyme « Destructor », il le change vite en « Euronymous », d'après le nom d'un démon antique, Eurynome, le « prince des morts ».
Créateur originel du black metal (terme provenant d'un morceau ainsi nommé par le groupe Venom), il fut le premier à qualifier sa musique de la sorte, entourant son art noir d'un intérêt très important pour les forces obscures et le satanisme. Il rejetait cependant activement les idéaux de Anton Szandor LaVey, ces derniers s’apparentant plus à de l’athéisme qu’à une forme concrète de satanisme traditionnel.
Lorsqu'en avril 1991 le chanteur de Mayhem surnommé Dead se suicida, Aarseth, le trouvant mort à son domicile, s'empressa de trouver un appareil photo afin de photographier le cadavre (ces photos servirent plus tard à illustrer un célèbre bootleg de Mayhem intitulé Dawn of the Black Hearts) et il préleva quelques morceaux de son crâne ouvert (le jeune homme s'était tiré une balle de fusil de chasse dans la tête après s'être profondément tailladé les bras au couteau). Il offrit par la suite les morceaux en pendentif à quelques personnalités de son entourage (dont le batteur du groupe, Hellhammer) et en conserva un pour lui. Certaines rumeurs voudraient qu'il ait dévoré des morceaux de cervelle afin de se qualifier de cannibale. Cet incident, s'ajoutant aux prestations excessivement morbides de Mayhem sur scène (mutilations jusqu'à l'évanouissement du chanteur suscité) contribua à renforcer la réputation terriblement noire du black metal, le qualifiant ainsi du genre le plus extrême de musique dans le monde.
L’influence de Mayhem se répandit au sein de diverses formations norvégiennes, et des groupes tels que Darkthrone, Immortal ou Emperor, sous l'influence charismatique d'Euronymous, changèrent leur orientation musicale, passant du death metal au black metal.
En 1988, Aarseth fonda le label Deathlike Silence Productions avec lequel il produisit les groupes Merciless, Burzum, Abruptum, Mayhem et d'autres (un contrat fut aussi signé avec le groupe de black metal industriel Mysticum mais du fait de la mort prématurée d'Euronymous, aucun album de cette formation ne parut sur le label).
Si Aarseth a dans sa jeunesse fait partie d'un groupe de jeunesse communiste (Rød Ungdom), il l'a par la suite répudié. Il était fasciné par "la surveillance et l'espionnage des gens, les salles de torture dans les stations de police et les disparitions soudaines". Selon Attila Csihar, Euronymous n'était pas communiste au sens politique du terme mais il était fasciné par le pouvoir qu'avait eu Staline et Mao sur leurs peuples. Selon Hellhammer, le communisme d'Euronymous était performatif et il se déclarera fasciste plus tard.
Il créa aussi un magasin de disques nommé « Helvete » (« Enfer » en norvégien), orienté principalement dans la vente de disques de metal extrême. Son sous-sol devint le lieu de rencontre de la scène naissante où de nombreuses personnalités de l'underground tels que les membres de Burzum, Mayhem, Emperor, Thorns, Immortal, Dissection vinrent se retrouver fréquemment afin notamment de planifier leurs actions menées à l’encontre de l'Église,.

## Musique
Euronymous jouait sur une guitare Gibson Les Paul colorée en noir par ses soins, comme vu sur de nombreuses photos, sur un ampli Marshall, une pédale Ibanez et une pédale metal réglée par lui-même et qui produisait un son spécifique.
Il a eu comme influence Venom, Bathory, Celtic Frost, Destruction et Sodom.
Aarseth fut pour Mayhem le principal compositeur et guitariste, faisant évoluer sa recherche musicale et dont l'aboutissement est l'album De Mysteriis Dom Sathanas. Son travail avec le groupe peut être écouté grâce aux enregistrements tels que la démo Pure Fucking Armageddon, le mini-album Deathcrush, le concert Live in Leipzig, l'album sus-nommé ou de nombreux autres lives du groupe.

## Assassinat
Øystein Aarseth fut assassiné dans la nuit du 10 août 1993 par son camarade Varg Vikernes. Ce dernier a déclaré l'avoir poignardé de quatre ou cinq coups de couteau : un à la poitrine et le reste dans le dos.
Il y a beaucoup de spéculations quant à la motivation du meurtre, mais aucune thèse encore aujourd'hui n'apparaît comme exacte : détérioration de l'amitié entre Vikernes et Aarseth (qui aurait tourné à la haine), un problème de paiement de la part d'Aarseth pour les albums de Burzum, jalousie de Vikernes envers Aarseth, qui était alors le chef de file du mouvement musical black metal et leader de l'Inner Circle. Vikernes quant à lui déclare qu'il fut initialement la victime et que ce n'était qu'une réaction d'autodéfense face à la menace au fusil d'Euronymous.
La famille d'Aarseth demanda aux membres encore en vie de Mayhem de réenregistrer les parties basse de l'album à paraître De Mysteriis Dom Sathanas, qui avaient été interprétées par Vikernes. Cette demande ne fut pas respectée.

## Discographie
avec Checker Patrol 
- Metalion in the Park (1986) (Démo cassette auto-produite)

avec Mayhem
- Pure Fucking Armageddon (1986) (Démo-cassette)
- Deathcrush (1987) (EP)
- Live in Leipzig (1993) (Album live)
- De Mysteriis Dom Sathanas (1994) (Album studio)
- Dawn of the Black Hearts : Live in Sarpsborg (1995, réédité en 2017) (Bootleg)
- In Memorium (1995) (Bootleg)
- War and Sodomy : Live in Zeitz[24] (1999, réédité en 2016) (Bootleg)
- The Great War : Live in Jessheim (2004, réédité en 2017) (Bootleg)
- Life Eternal (2008) (Démo)

avec Burzum
- Burzum (1992)  (Album studio, Production, solo de guitare (5) & gong (9))
- Det som engang var (1992) (Album studio, gong (1))

avec Mortem
- Slow Death (1989)  (Démo) (Production)

Œuvres lui étant dédiées
- 1992 : A Blaze in the Northern Sky du groupe Darkthrone (parue chez Peaceville Records)[25]
- 1993 : The Somberlain du groupe Dissection (paru chez No Fashion Records)
- 1993 : In Hoc Signo Vin du groupe Perished (Démo cassette autoproduite)
- 1994 : Vikingligr Veldi du groupe Enslaved (paru chez Deathlike Silence Productions)
- 1994 :  In the Nightside Eclipse du groupe Emperor (paru chez Candlelight Records)
- 1994 : Throught The Black Mist du groupe Perished (Démo cassette autoproduite)
- 1995 : Nordic Metal: A Tribute to Euronymous (paru chez Necropolis Records[26])
- 1995 : A Tribute to Euronymous du groupe Blessed in Sin (Démo cassette autoproduite)
- 1996 : Antichrist du groupe Gorgoroth (paru chez Malicious Records)
- 2001 : Ceremony in Flames du groupe Wurdulak (paru chez Baphomet Records)

## Filmographie
- Pure Fucking Mayhem (2008) de Stefan Rydehed
- Until The Light Takes Us (2009) d'Aaron Aites et Audrew Ewell
- Lords of Chaos (2018) de Jonas Åkerlund